# Рабелу
Рабе́лу (порт. rabelo, МФА: [ʁɐ.ˈbe.ɫu], дослівно — «хвостик») — традиційний однощогловий вітрильний човен, який використовують в басейні річки Дору на півночі Португалії як транспортне судно, для перевезення людей і вантажів по річці.

## Етимологія
Назва походить від «хвоста» — виступаючої частини корми, до якої кріпили стерно.

## Опис
Човен виготовлявся з дерева і має пласке дно для навігації у мілких і швидких водах Верхнього Дору. До побудови залізниці в ХІХ столітті був найшвидшим транспортним засобом, що сполучав долину Дору із Порту. У новітню добу став прогулянковим човном для туристів, а також використовують виноробні компанії Порту та Гайї для транспортування бочок з вином з виноробень, розташованих вздовж течії Дору в Порту. Зображений на гербі португальського міста Пезу-да-Регуа.
Щорічно 24 червня в Порту проходять святкові перегони на рабелу.

## Галерея

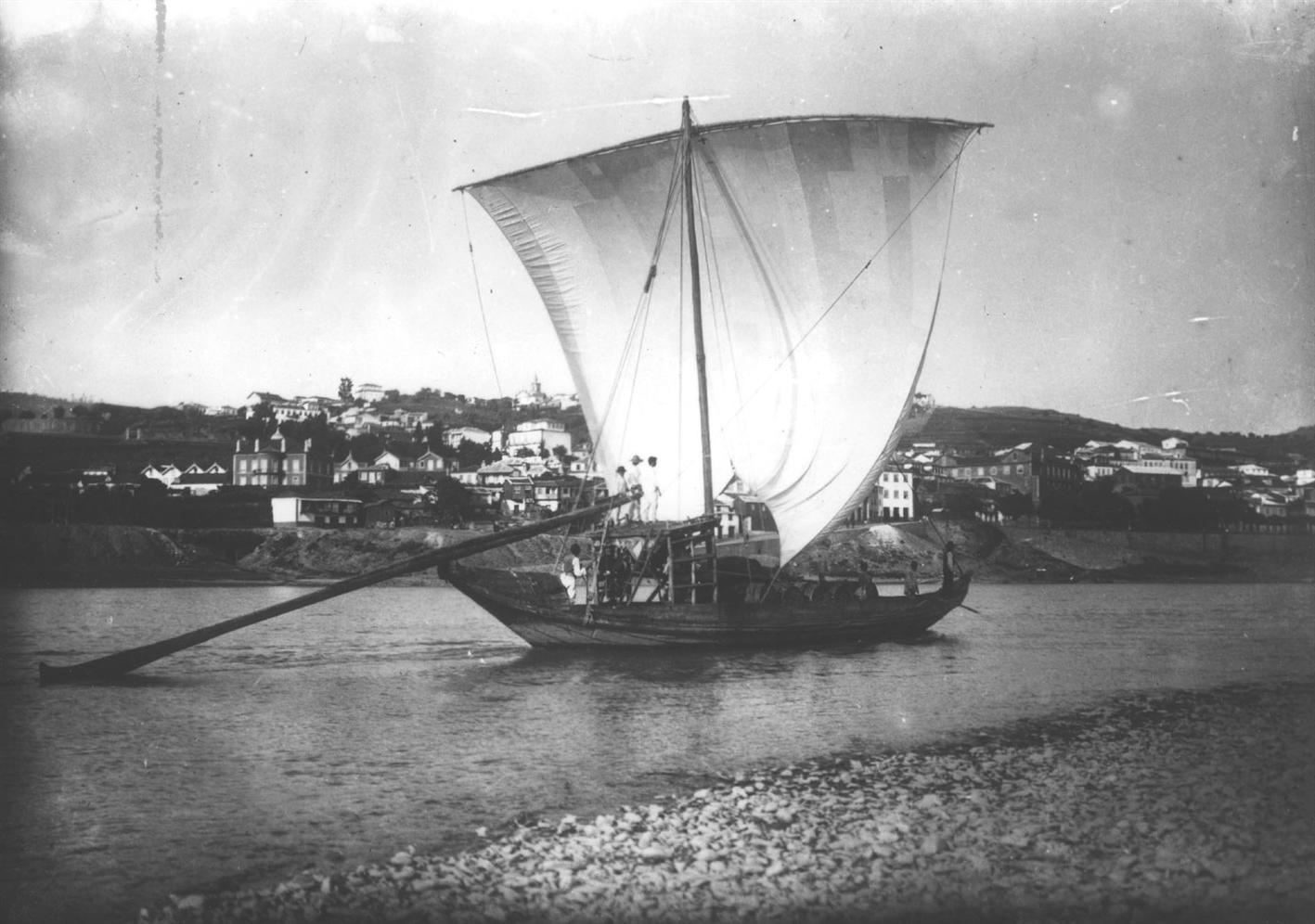
Рабелу-вітрильник
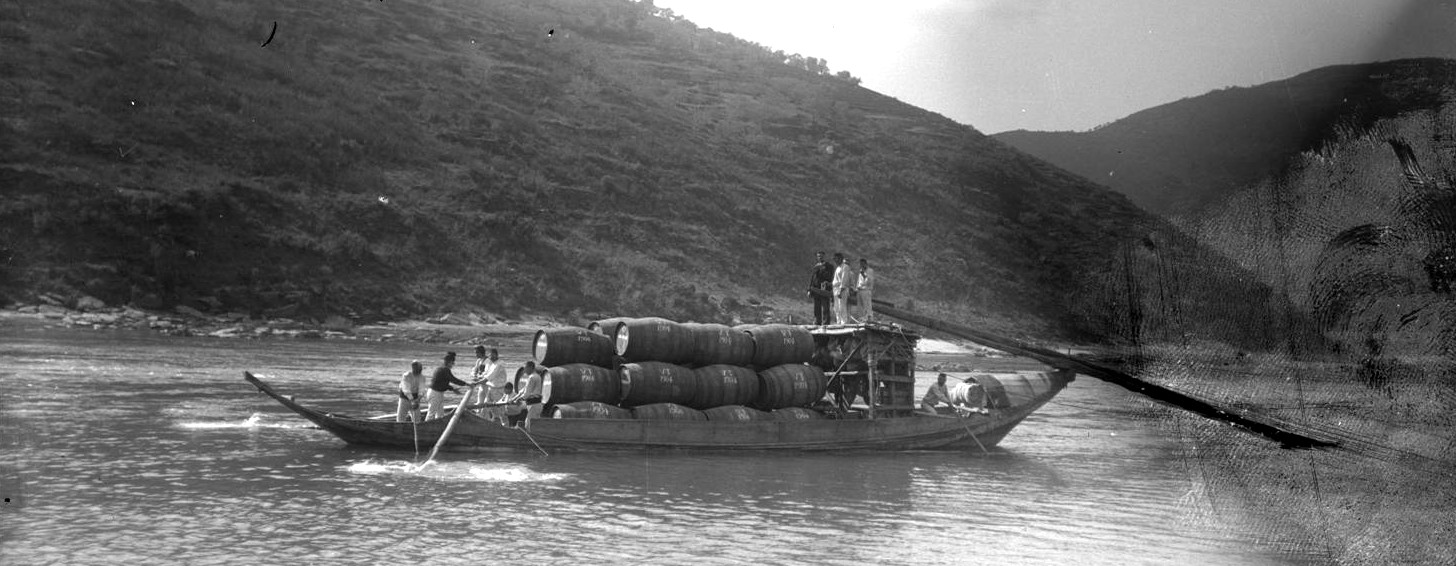
Рабелу без щогли
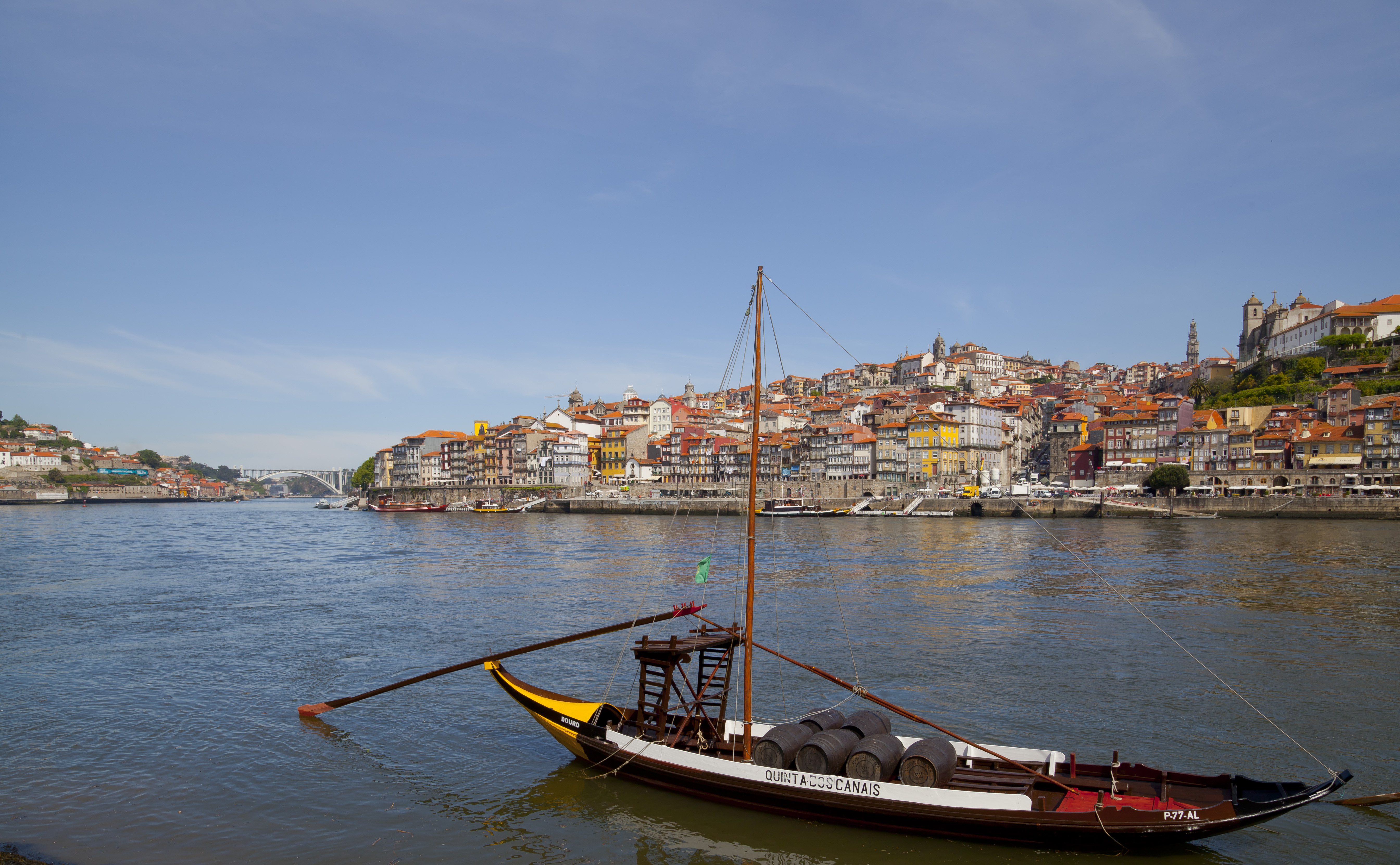
Рабелу в Гайї
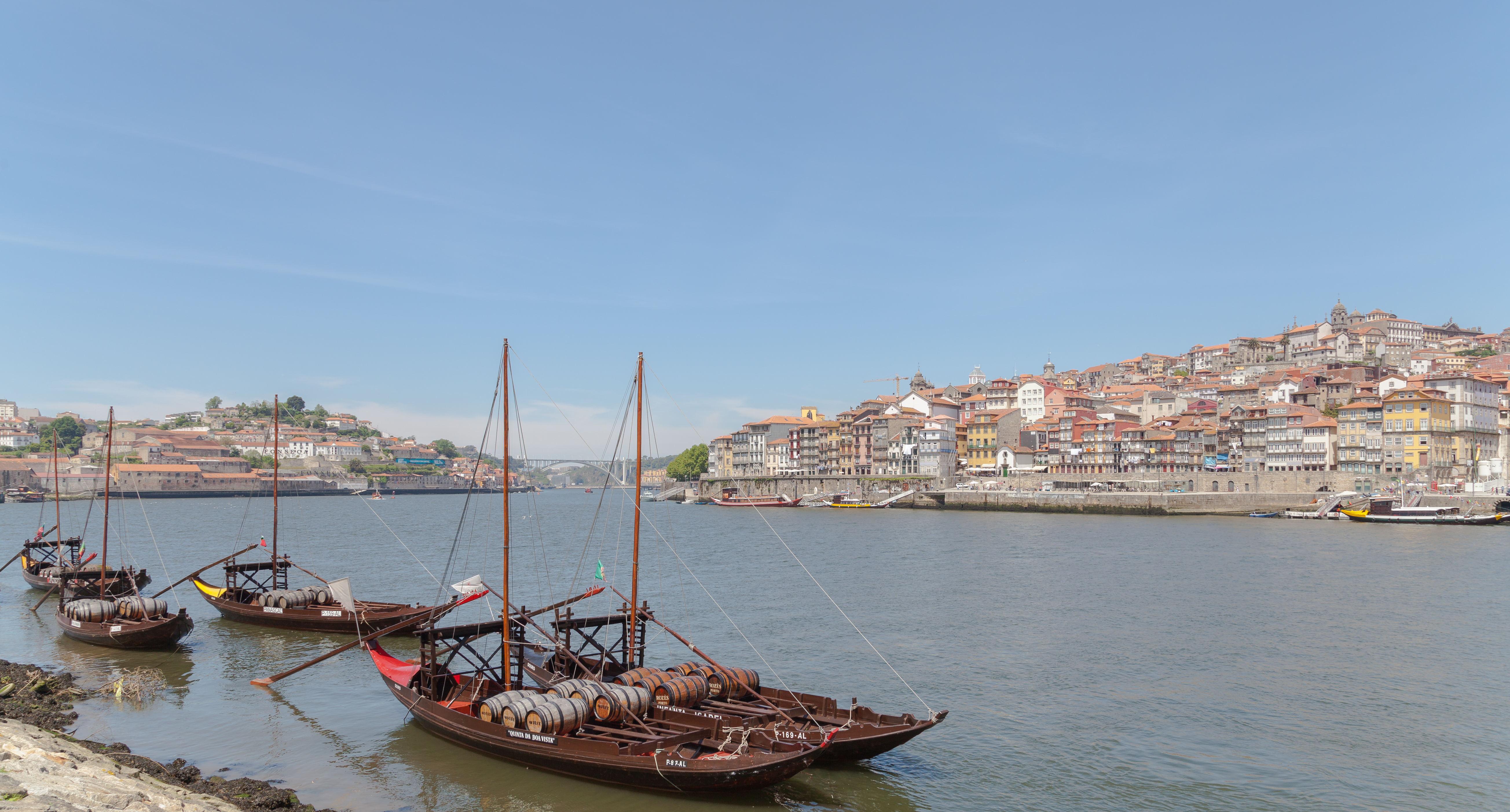
Рабелу в Гайї

## У геральдиці

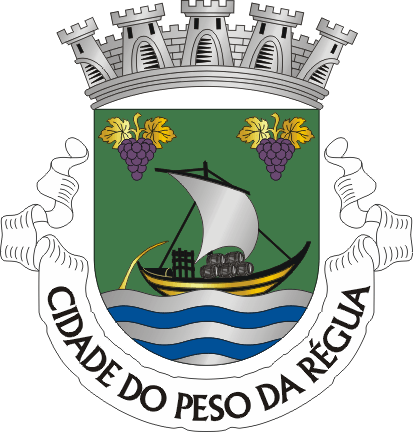
Пезу-да-Регуа